# Eriogonum coloradense
Eriogonum coloradense är en slideväxtart som beskrevs av John Kunkel Small. Eriogonum coloradense ingår i släktet Eriogonum och familjen slideväxter. Inga underarter finns listade i Catalogue of Life.